# Vítězslav Hálek
Vítězslav Hálek (Dolínek, 1835 – Praga, 1874) è stato un poeta, scrittore e giornalista ceco.

## Biografia
Insieme a Jan Neruda, Jakub Arbes, Adolf Heyduk e Rudolf Mayer fu rappresentante dei cosiddetti Májovci, un gruppo di autori che dopo il 1848 determinò la rinascita della letteratura boema. 
Iniziò a comporre poesie già durante il periodo di studi presso il liceo di Praga, al termine degli studi in presso la facoltà di filosofia dell'Università Carolina a Praga si dedicò alla letteratura e al giornalismo. 
Le sue opere più celebri sono le raccolte poetiche Poesie serotine (Večerní písně 1858) e Nella natura (V přírodě 1874) che sono considerate dei classici della poesia ceca del XIX secolo. Entrambe le opere furono musicate da Bedřich Smetana. 
Le sue opere furono incentrate sulle ispirazioni suscitate dal mondo rurale boemo.
Fu redattore del quotidiano Národní listy per il quale scrisse centinaia di critiche teatrali, Feuilletons, e resoconti di viaggio. Nel 1858 fu tra i fondatori dell'almanacco Máj (Maggio), che raccolse e riunì un buon numero di artisti e letterati intenzionati a manifestare il proprio dissenso dai cosiddetti "immortali pensionati", ossia gli scrittori della generazione precedente, sentimentali e ottimisti. 
Hálek e il suo gruppo, invece, perseguiva un percorso letterario più aderente al realismo.
Hálek non fu solo un poeta, ma anche uno scrittore drammatico, però la sua notorietà ed il suo successo lo colse con le liriche, quali Večerní písně (Canti serotini, 1858), impreziosite dalle descrizioni di tematiche sociali e dalle impressioni paesaggistiche.